# Gymnopithys
Gymnopithys – rodzaj ptaków z podrodziny chronek (Thamnophilinae) w rodzinie chronkowatych (Thamnophilidae).

## Zasięg występowania
Rodzaj obejmuje gatunki występujące w Ameryce Południowej i Centralnej.

## Morfologia
Długość ciała 11,5–14,5 cm; masa ciała 22–34 g.

## Systematyka

### Etymologia
- Gymnopithys: gr. γυμνος gumnos „goły, nagi”; rodzaj Pithys Vieillot, 1818 (dziwaczek)[5].
- Anoplops: gr. ανοπλος anoplos „bez tarczy, nieuzbrojony”, od negatywnego przedrostka αν- an-; ὁπλον hoplon „duża tarcza greckiej, ciężkiej piechoty lub hoplitów”; ωψ ōps, ωπος ōpos „wygląd”[6]. Gatunek typowy: Turdus rufigulus Boddaert, 1783.

### Podział systematyczny
Do rodzaju należą następujące gatunki:
- Gymnopithys rufigula (Boddaert, 1783) – mrówczyk okularowy
- Gymnopithys bicolor (Lawrence, 1863) – mrówczyk dwubarwny
- Gymnopithys leucaspis (P.L. Sclater, 1855) – mrówczyk białobrzuchy